# 고트프리트 빌헬름 라이프니츠
고트프리트 빌헬름 라이프니츠(독일어: Gottfried Wilhelm Leibniz, 1646년 7월 1일~1716년 11월 14일)는 독일의 수학자이자 과학자, 철학자이다. 라이프니츠는 책을 쓸 때 라틴어(~40%), 프랑스어(~30%), 독일어(~15%) 등 다양한 언어를 사용하였다.
라이프니츠는 수학의 역사에서 중요한 위치를 차지한다. 아이작 뉴턴과는 별개로 무한소 미적분을 창시하였으며, 라이프니츠의 수학적 표기법은 아직까지도 널리 쓰인다. 라이프니츠는 기계적 계산기 분야에서 가장 많은 발명을 한 사람 중 한 명이기도 하다. 파스칼의 계산기에 자동 곱셈과 나눗셈 기능을 추가했고, 1685년에 핀휠 계산기를 최초로 묘사했으며, 최초로 대량생산된 기계적 계산기인 라이프니츠 휠을 발명했다. 또한, 라이프니츠는 모든 디지털 컴퓨터의 기반이 되는 이진법 수 체계를 다듬었다.
철학에서 라이프니츠는 낙관론으로 유명하다. 라이프니츠는 일부 제한적인 의미에서, 우리가 살고 있는 우주가 신이 창조할 수 있는 최선의 우주라고 결론지었다. 라이프니츠는 르네 데카르트, 바뤼흐 스피노자와 함께 17세기 최고의 3대 합리주의론자 중 한 명이다. 라이프니츠의 업적은 현대 분석철학을 앞당겼지만, 한편으로 그의 철학은 스콜라 철학적인 면도 있다.
라이프니츠는 물리학과 공학에 많은 공헌을 했고, 생물학, 의학, 지질학, 확률론, 심리학, 언어학, 정보과학 분야에서 나중에 나올 개념들을 예견했다. 그리고 정치학, 법학, 윤리학, 신학, 역사학, 철학, 언어학에 관한 저술을 남겼다. 방대한 분야에 걸친 라이프니츠의 공헌은 다양한 학술지와 수 만개의 편지, 그리고 출판되지 않은 원고에서 발견되었다.
이처럼 다채로운 활동을 하면서도 그가 남긴 연구는 방대한 양에 달하지만, 바쁜 생활 탓인지 연구를 편지나 메모 등 형태로 남긴 게 많다. 철학만 보더라도 생전에 발간한 게 《변신론》(1710)뿐이며, 사후 출판 가운데서도 그의 사상을 정리한 책은 별로 없다. 그의 철학의 특징은 그 이전의 여러 가지 사상적 대립을 모두 자기 것으로 받아들여서 조화시킨 점이다. 데카르트적 물체관과 피에르 가상디의 원자론, 기계관과 목적관, 섭리와 자유, 경험론과 이성론, 나아가 근세사상과 스콜라 철학의 조화까지 찾아볼 수 있다. 주요 저서로는 《모나드론》, 《형이상학 서설》, 《인간오성신론》 이 있다.
데카르트와 스피노자와는 달리, 라이프니츠는 대학에서 철저한 철학 교육을 받았다. 그는 그의 철학 학사 논문을 감독한 제이콥 토마시우스 교수에게 강한 영향을 받았지만, 평생에 걸친 스콜라 철학과 아리스토텔레스 철학은 그가 다른 길을 걷게 만들었다. 라이프니츠는 또한 루터교 대학에서도 존경을 받은 기독교 스페인 사람인 프란시스코 수아레스의 저서를 열심히 읽었다. 라이프니츠는 르네 데카르트, 크리스티안 하위헌스, 아이작 뉴턴과 로버트 보일의 새로운 방식과 결론에 깊게 관심을 가졌지만, 그들의 업적을 스콜라 철학의 틀에 갇힌 채로 평가했다. 그럼에도 불구하고 라이프니츠의 방식과 관심거리들은 종종 20세기의 분석철학과 언어철학을 예견했다.

## 일생
고트필드 빌헬름 라이프니츠는 30년 전쟁의 끝무렵인 1646년 7월에 색소니 라이프지그에서 부친 프리드리히 라이프니츠와 모친 카타리나 쉬먹 사이에서 태어났다. 같은 해 7월 3일 성 니콜라스 교회에서 세례를 받았으며 고트프리트의 대부는 루터파 신학자 마틴 게이어였다. 6살때 아버지는 사망했고, 어머니에 의해 양육되었다. 고트프리트의 부친은 라이프치히 대학교에서 도덕 철학 교수였으며, 그는 아버지의 개인 도서실을 상속받았다.  이것은 방대한 서적을 접할 수 있는 기회가 되었다.  
라이프니츠는 미혼으로 살았고, 종교는 개신교였으며, 철학적 유신론자였다. 

## 수학자로서의 업적
그 당시의 삼각함수, 로그함수의 수학적 개념은 추상적이었는데, 라이프니츠는 1692년과 1694년에 이를 명료화시켰다. 또한 가로좌표, 세로좌표, 기울기, 현, 그리고 수직선과 같은 기하학적 개념들을 함수의 그래프로부터 이끌어 내었다. 18세기에는 함수와 이런 기하학적 개념들 사이의 연관성이 약했다.
라이프니츠는 선형 방정식의 계수를 배열(오늘날의 행렬)로 생각할 수 있다고 하였다. 행렬을 이용하면 그 방정식의 해를 찾는 것이 쉬워지는데, 이 방법은 후에 가우스 소거법으로 명명되었다. 라이프니츠의 불 논리와 수리논리학의 발견 또한 수학적 업적의 일부이다.

### 미적분
라이프니츠는 아이작 뉴턴과는 별도로 미분과 적분을 발명했다. 라이프니츠 공책을 보면 그가 처음으로 함수 y = f(x) 그래프와 X축과의 사이에 있는 면적을 계산하는데 적분계산법을 도입한 날이 1675년 11월 11일이다. 라이프니츠는 이날 미적분 표기법 몇 개를 만들었는데, 합을 뜻하는 라틴어 Summa의 S를 길게 늘인 적분기호, 라틴어 differentia에서 유래한 미분기호 d가 그 한 예다. 미적분학에서 곱셈 법칙은 현재 “라이프니츠 법칙”으로 불리고, 적분 기호 안에 있는 함수를 어떻게 미분해야 되는지 설명한 이론은 라이프니츠의 적분 규칙이라고 불린다.
라이프니츠 증명은 거의 대부분 기하학적 직감으로 이뤄졌다. 라이프니츠는 무한소라고 불리는 수학적 존재를 밝혀냈고, 이것을 대수적 성질에 적용하자고 제안했다.
1711년부터 죽을 때까지 라이프니츠는 미적분학을 뉴턴과는 별도로 발견했는지, 아니면 뉴턴의 아이디어를 다른 표기법으로 썼는지를 둘러싼 긴 논쟁을 존 케일, 뉴턴 등 다른 사람들과 벌였다.
19세기에 극한에 대한 정의와 실수에 대한 정밀한 분석이 오귀스탱 루이 코시, 베른하르트 리만, 카를 바이어슈트라스와 그 외 다른 사람들에 의해 이루어졌고, 더 엄격한 미적분학이 나왔다. 코시는 미적분학의 기본으로 무한소를 사용했지만, 바이어슈트라스에 의해 무한소는 천천히 미적분학에서 사라졌다. 그럼에도 해석학 밖, 특히 과학과 공학에서는 무한소가 계속 사용되었고 오늘날까지 전해졌다. 1960년에 에이브러햄 로빈슨은 모형 이론을 이용하여 라이프니츠의 무한소를 엄밀한 정의를 정의, 수학책에서 사라진 무한소를 되살려냈다.

### 위상기하학
프랙탈 기하학은 라이프니츠가 말한 자기유사성과 연속의 성질을 기반으로 브누아 망델브로가 창시한 것이다. 라이프니츠가 "직선은 곡선과 같고, 어떠한 부분도 전부와 닮았다."라고 쓴 것을 보면, 라이프니츠는 2세기씩이나 먼저 위상수학을 예견했다고 말할 수 있다. 패킹에 대한 일화로, 라이프니츠는 그의 친구이자 연락을 주고 받는 사이인 데스 보스에게 원을 하나 그려보라고 말했다. 그리고 그 안에 접하는 세 개의 합동원을 최대의 반지름을 가지도록 그리라고 했다. 그러면 이 세 개의 원 사이에 하나의 원을 그릴 수 있고, 이 과정은 무한히 반복될 수 있다. 자기유사성을 보여주는 전형적인 예이다. 라이프니츠는 유클리드 공리를 발전시키는 데에도 같은 원리를 사용하고 있다.

## 과학자와 공학자로서의 라이프니츠
라이프니츠의 저술들은 우리가 미처 인식하지 못한 발견들을 찾고, 현재의 지식을 발전시키기 위해 오늘날에도 연구되고 있다. 물리학에 관한 그의 대다수의 저술은 게르하르트의 《Mathematical Writings》에 포함되어 있다.

### 물리학
라이프니츠는 그 당시 떠오르던 정역학과 동역학에 상당한 공헌을 했으며, 때로는 데카르트와 뉴턴의 생각에 반대했다. 뉴턴이 공간을 절대적으로 생각했던 반면에, 라이프니츠는 공간을 상대적이라고 생각하고 운동 에너지와 위치 에너지를 기반으로 하여 운동에 관한 새로운 이론(동역학)을 고안했다. 라이프니츠 물리학의 중요한 예시 중 하나는 그가 1695년에 저술한 《Specimen Dynamicum》이다.
자연의 본질에 관한 라이프니츠의 생각들은 정역학, 동역학과 잘 들어맞지 않았고, 아원자 입자가 발견되고 양자 역학이 고전 역학을 밀어내기 전까지는 말도 안 되는 것으로 여겨졌다. 예를 들어, 그는 뉴턴과의 논쟁에서 공간, 시간과 물체의 운동이 절대적이지 않고 상대적이라고 말함으로써 아인슈타인의 이론을 예견했다. 종종 간과되는 사실이지만, 라이프니츠 법칙도 물리학의 다양한 분야의 증명들에서 중요한 역할을 한다. 라이프니츠의 충족 이유율은 오늘날 우주론에서 인용되고 있고, 동일성 원리는 양자역학에서 인용된다. 오늘날 우주론의 한 갈래인 프랙탈 우주론 옹호자들은 라이프니츠를 선구자로 여긴다.
라이프니츠의 활력은 현대물리학에서의 운동에너지의 2배인 mv2이었다. 그는 특정한 역학계에서 에너지의 총량이 보존된다는 것을 깨달았고, 이것을 물질의 본질적인 특성으로 여겼다. 라이프니츠의 생각은 국가적인 논쟁을 일으켰다. 활력 개념은 영국의 뉴턴과 프랑스의 데카르트가 옹호하는 운동량 보존과 경쟁 관계로 여겨졌고, 그래서 그 두 나라는 라이프니츠의 생각을 무시하려는 경향이 생겼다. 오늘날 밝혀진 바에 의하면, 에너지와 운동량 모두 보존되며, 물질의 본질에 대한 두 접근 방식 모두 유효하다.

### 자연 과학
- 지질학 : 라이프니츠는 지구가 융해된 상태의 핵을 가지고 있다고 제안하였다. 이는 현대 지질학과 일치한다.
- 발생학 : 라이프니츠는 전성설 지지자였다. 그러나 유기체들이 무한 가지의 조합이 가능한 미세구조로부터 생겨났다고 제안하기도 했다.
- 생명과학 및 고생물학 : 라이프니츠는 비교해부학과 화석을 통해 변형설에 관한 놀라운 통찰을 얻었다. 그의 주요한 업적은 생전에 출판되지 못한 《Protogaea》에 기록되어 있다. 이 책은 최근에 이르러서야 영어로 번역되어 출간되었다. 라이프니츠는 최초로 유기체 이론을 연구한 사람이기도 하다.[7]
- 의학 : 라이프니츠는 당대의 의사들에게 학설은 자세한 비교 관찰과 검증된 실험에 기반해야 하며, 견고한 과학적 사실과 형이상학적 관점을 구분해야 한다고 권고했다.

### 사회 과학
- 심리학 : 라이프니츠는 의식과 무의식 상태의 구분을 제안했다.[8]
- 공중 위생학 : 라이프니츠는 역학과 수의학을 총괄하는 행정상의 기관을 만들자고 주장했다. 그는 공중 위생과 예방책을 가르치기 위해, 일관성 있는 훈련 과정을 정착시키려고 노력했다.
- 경제학 : 라이프니츠는 세금 개혁과 국민 보험을 제안했고, 무역수지에 대해 관심을 가졌다. 심지어 라이프니츠는 오늘날의 게임 이론과 유사한 이론을 제안하기도 했다.
- 사회학 : 라이프니츠는 의사소통 이론의 기반을 닦았다.

### 공학
갤런드는 1906년에 라이프니츠의 실용적인 발명품들과 공학 연구에 관한 라이프니츠의 저술들을 모아 책을 출간했다. 한글로 번역된 저술은 거의 미미하지만, 라이프니츠가 실용적인 삶을 추구한 성실한 발명가, 공학자이자 응용 과학자라는 사실은 분명하다. 라이프니츠는 ‘실천을 가진 이론’(theoria cum praxis)라는 좌우명을 따르며, 이론을 실생활에 적용하고자 노력했다. 그래서 응용 과학의 아버지로 불린다. 라이프니츠는 바람을 동력으로 하는 프로펠러, 물 펌프, 채광 기계, 수압 프레스, 등불, 잠수함, 시계 등을 설계했다. 그는 데니스 파핀과 함께 증기 기관도 만들었다. 심지어 바닷물을 담수화하는 방법도 제안했다. 1680년부터 1685년까지는, 독일 하르츠 산에 있는 은광을 괴롭혀 온 만성적인 홍수를 해결해 보려고 노력했으나 실패했다.

#### 계산이론

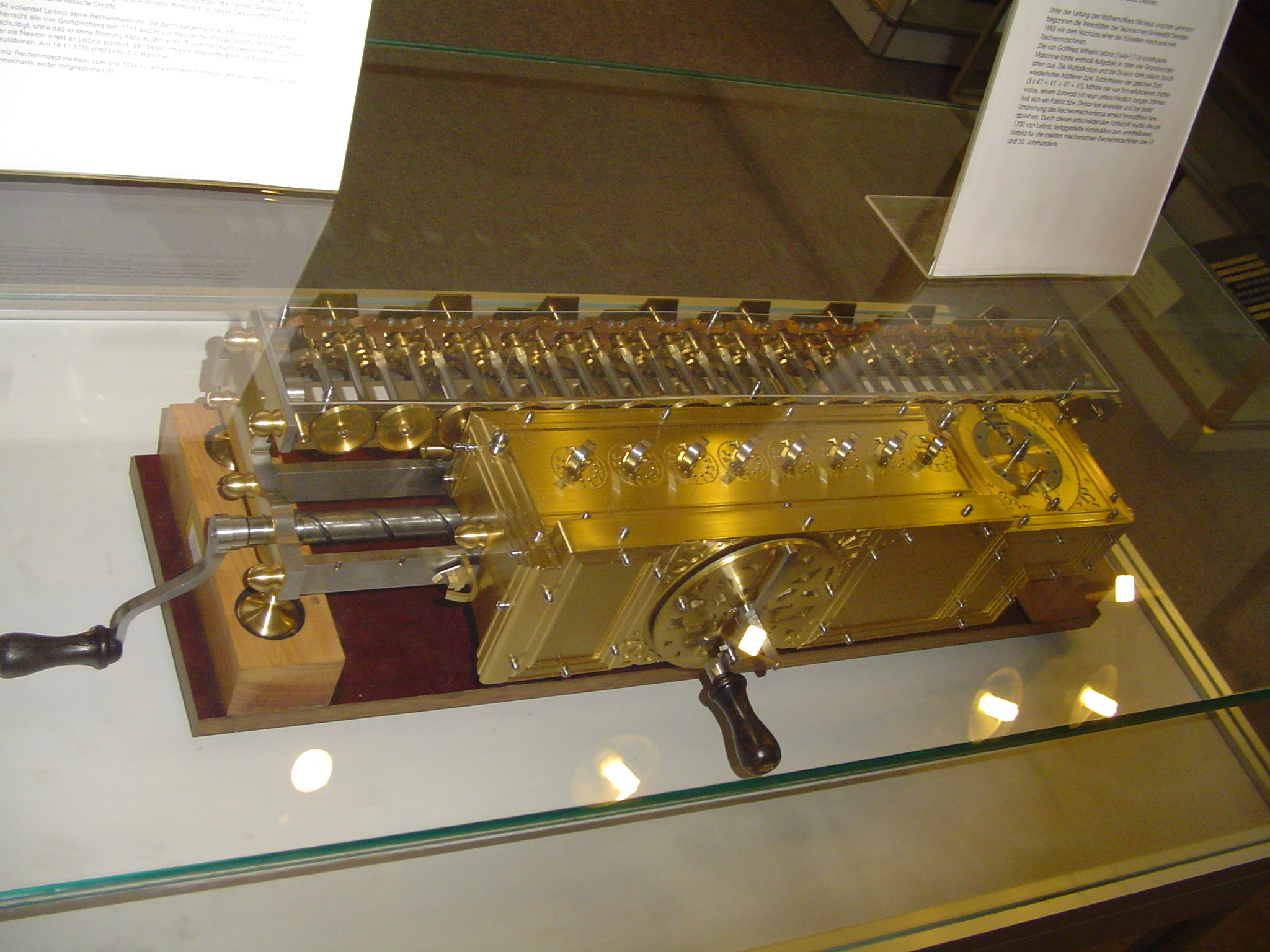
단계 계산기

라이프니츠는 최초의 컴퓨터 과학과 정보 이론가일지도 모른다. 젊은 시절에, 라이프니츠는 이진법을 다듬었고 전 생애에 걸쳐 그 체계를 사용했다. 라이프니츠는 또한 라그랑주 다항식과 알고리즘 정보 이론을 예견했다. 라이프니츠의 논리 계산학은 임의의 튜링 기계가 임의의 입력으로 연산하게 되는 만능 튜링 기계의 발명을 앞당겼다. 사이버네틱스 이론의 창시자인 노버트 위너는 라이프니츠의 저술에서 사이버네틱스 이론의 기반인 피드백 개념을 찾았다고 1934년에 말한 바 있다.
라이프니츠는 1671년에 사칙연산을 수행할 수 있는 기계를 발명하기 시작했고, 수 년에 걸쳐 발전시켜 나갔다. '단계 계산기'라고 불린 이 발명품은 상당한 관심을 끌었고 라이프니츠가 1673년 왕립 협회에 선출되는 계기가 되었다. 하지만 라이프니츠는 받아올림과 받아내림을 완벽하게 자동화시키지는 못했으므로 큰 성공은 아니었다. 라이프니츠는 하노버에 몇 년간 머무르면서 많은 수의 유사한 기계들을 만들었다. 쿠튀라는 라이프니츠의 출판되지 않은 1674년작 원고에서 몇몇 대수적 연산까지도 수행할 수 있는 기계의 묘사를 찾았다고 말했다.
라이프니츠는 나중에 찰스 배비지와 에이다 러브레이스에 의해서 만들어질 하드웨어와 소프트웨어 개념을 모색하고 있었다. 그 결과, 라이프니츠는 1679년에 펀치 카드의 초기 형태인 공깃돌로 이진수를 표현하는 방식의 기계를 고안했다. 현대 컴퓨터는 중력에 의해 움직이는 공깃돌을 레지스터와 전위차에 의해 생기는 전자의 흐름으로 대체했지만, 돌아가는 방식은 라이프니츠가 1679년에 상상한 것과 유사하다.

### 도서관학
독일 하노버와 볼펜뷔텔의 도서관에서 사서로 일하면서, 라이프니츠는 도서관학의 창시자 중 한 명이다. 볼펜뷔텔의 도서관은 그 당시로서는 굉장히 많은 10여 만 권이 넘는 책을 소장하고 있었다. 그래서 라이프니츠는 새로운 건물을 설계했고, 이 건물은 의도적으로 도서관이 되도록 설계된 최초의 건물로 여겨진다. 또한, 옥스퍼드 대학 Bodleian 도서관의 색인 체계가 그 당시 현존하는 유일한 색인 체계였는데, 그것이 있다는 사실을 모르고 다른 색인 체계를 독자적으로 고안했다. 그리고 색인을 쉽게 하기 위해서, 출판사들에게 매년 출판 되는 모든 책의 제목을 표준 규격에 맞춰 정리해 달라고 요청했다. 라이프니츠는 이 체계가 요하네스 구텐베르크 이래 모든 인쇄물을 포함하기를 바랐다. 이 제안은 그 당시에는 받아들여지지 않았지만, 미국 국회도서관과 영국 국립 도서관의 후원 아래 20세기 영어 출판사들 사이에서 비슷한 체계가 규격화되었다.
라이프니츠는 과학을 발전시키기 위한 수단으로 데이터베이스를 만들자고 주장했다. 그의 이상언어이론과 논리 계산학은 각각 에스페란토 같은 인공어와 수리논리학을 예견한 것으로 여겨진다.

### 학사원 설립 노력
라이프니츠는 연구에 협력이 필요하다고 강조했다. 그래서 영국 왕립 학회나 프랑스의 파리 과학 아카데미 같은 국립 과학 학사원의 설립을 지지했다. 실제로 라이프니츠는 여행을 통해 독일 드레스덴과 베를린, 러시아 상트페테르부르크, 오스트리아 빈에서의 과학 학사원 설립을 직접적으로 추진했다. 단 한 곳에서만 결실을 맺었는데, 그 결과가 1700년에 설립된 베를린 학사원이다. 라이프니츠는 죽을 때까지 그 학회의 회장을 맡았다. 이 학회는 후에 독일 과학 학회가 되었다.

## 철학자로서의 업적
라이프니츠는 형이상학의 근본적인 질문을 던진 걸로 유명하다. 그는 "왜 무가 아니고 무언가가 존재하는가"라고 물었다. 그는 그에 대한 답으로 "왜냐하면 무는 그 어떤 것보다 더 단순하고 더 용이하기 때문이다. 나아가 우리가 사물들이 존재해야만 한다고 전제한다면, 우리는 왜 그들이 그렇게 존재해야만 하고 달리 존재해서는 안 되는가에 대해서 이유를 진술할 수 있어야 한다"고 말했다.

### 중국 철학

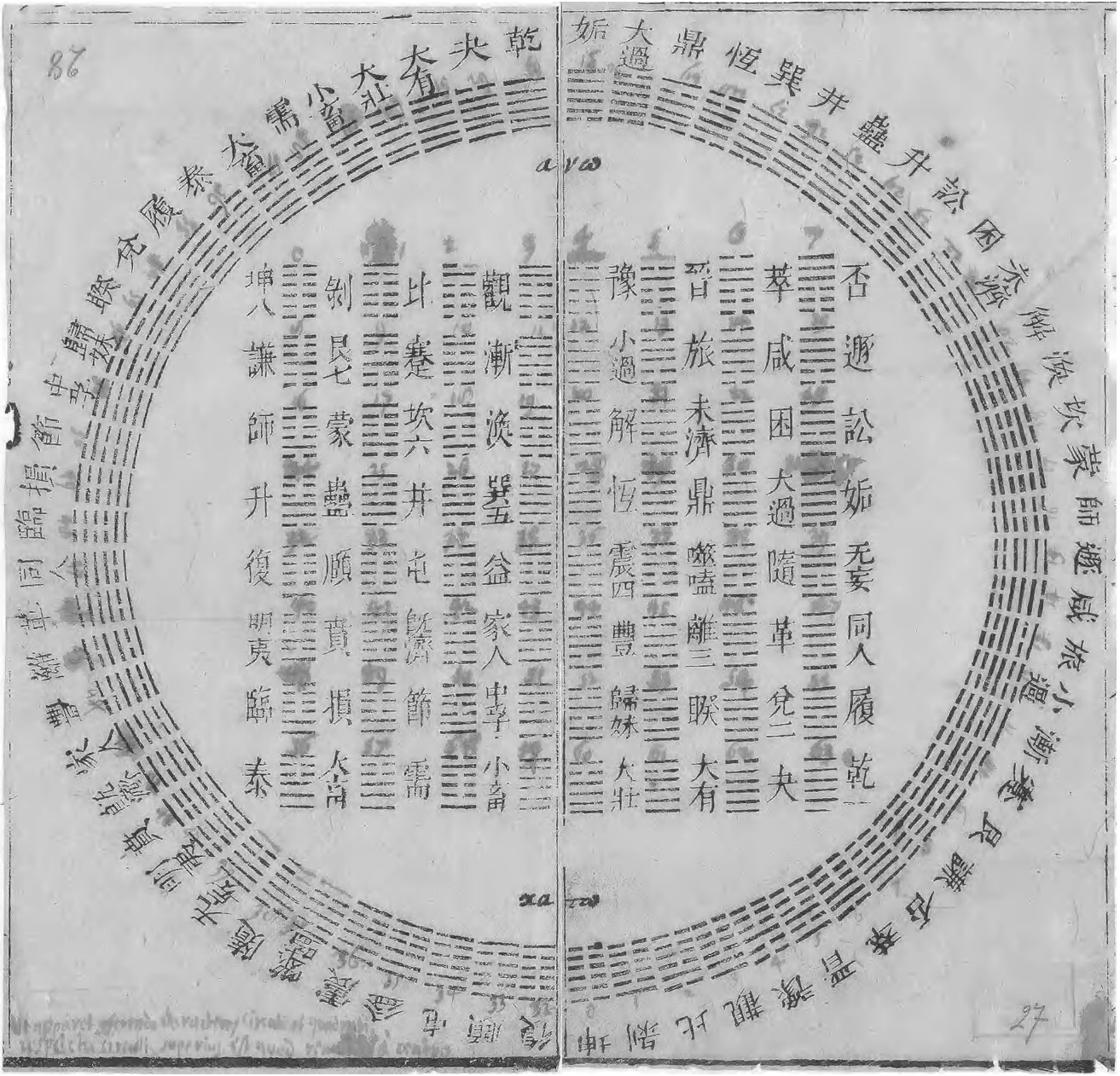
조아킴 부베(Joachim Bouvet)가 라이프니츠에게 보낸 주역(周易) 괘(卦)의 도상. 아라비아 숫자는 라이프니츠가 추가한 것이다.

라이프니츠는 중국 문명에 대한 관심을 보인 최초의 유럽인이었을 수 있다. 라이프니츠는 중국에 거주한 예수회 선교사들의 글을 통해 중국에 대해 접했던 것으로 보인다. 라이프니츠는 『중국 철학자 공자(Confucius Sinarum Philosophus)』의 출판 첫 해에 이를 읽었다. 라이프니츠는 유럽인들이 중국 유교 전통 윤리로부터 많은 것을 배울 수 있다고 보았다. 라이프니츠는 중국 한자가 보편적 특성을 띠는 부지불식간의 형태일 가능성에 대해 생각하였다. 그는 『주역(周易)』의 괘(卦)가 000000부터 111111까지 이르는 2진법 숫자와의 연관성에 대해 주목하였고, 이는 자신이 존경해 마지않는 철학적 수학의 한 종류로서 중국인들이 도달한 중요한 업적이라고 결론내렸다. 라이프니츠는 중국 황제에게 기독교가 무엇인지 보여줄 수 있는 것으로서의 2진법에 대해 말하면서 이것이 황제를 개종시킬 수 있는 방식이기를 바랐다. 라이프니츠는 유학적 개념을 유럽인들의 신앙에 수용시키려고 한 유일한 희대의 서구 철학자였다.
라이프니츠가 중국 철학에 보인 관심은 중국 철학이 자신의 것과 유사하다는 생각에서 기인하였다.
역사학자 휴즈(E.R. Hughes)는 '단자(simple substance)'와 '예정조화(pre-established harmony)'라는 라이프니츠의 개념이 유학의 영향을 곧바로 받았으며, 이러한 것들은 라이프니츠가 '중국 철학자 공자'를 읽고 있던 시기에 잉태되었다고 지적하였다.

## 신학자로서의 업적
그의 저서 신정론 (책)에서 세상에는 반드시 불완전함이 존재함을 '있을 수 있는 세계 중 최상의 세계' 라는 용어를 통해 증명하려고 하였다.  그것은 창조주의 전지전능하다는 전제하에 가능하다는 것이다.  그러므로 이 세상에는 결함이 반드시 존재하는 데,  만일 결함이 없다면 창조주가 또 다른 완전한 세상을 창조하였을 것이기 때문이다.  그는 신학과 철학에서는 서로 상충되는 면이 없는 데, 그 이유는 완전한 신은 분명히 이성과 신앙을 선물로 주었기 때문이다라고 주장하였다.  이 신정론에서 라이프니츠는 그 자신의 철학적 시스템과 기독교의 신조와의 화해를 추구하였다.  

## 법률가로서의 업적
마르쿠스 아우렐리우스 같은 사람을 제외하면 어떤 철학자도 라이프니츠 같이 많은 실용적인 일을 한 사람은 없다. 라이프니츠의 법률, 윤리, 정치에 관한 저서는 영어권 철학자들에게 오랜 기간 동안 간과되어 왔으나, 최근에 바뀌었다.
라이프니츠는 토머스 홉스 같은 군주정치나 폭정의 변호인이 아니었고, 그렇다고 해서 18세기 미국, 존 로크의 정치적 관점, 민주주의를 지지하는 관점에 반응을 보인 것도 아니었다. 다음의 라이프니츠가 바론 J.C. 보이네버그의 아들 필립에게 1695년에 보낸 편지에서는 라이프니츠의 정치적 성향이 잘 드러난다.
| “ | 나는 국왕의 권력과 복종에 대한 질문에 대해 왕자(王者)에게는 국민들이 저항할 권리를 가지라고 설득하는 것이 좋고, 반대로 국민들에게는 나라에 수동적으로 복종하라고 설득하는 것이 좋다고 말해왔다. 하지만 나는 원칙적으로 혁명의 사악함이 혁명을 일으키는 것보다 훨씬 악하다는 그로티우스의 의견에 동의한다. 하지만 나는 왕자가 도를 넘어서서 죽음을 각오해야하는 위험 속에 도시의 안녕을 걸 수도 있다는 사실을 깨달았다. 이런 경우는 매우 희귀하지만 이 구실 아래 폭력을 인정하는 신학자는 이것을 자제해야 한다. 과한 행동은 부족한 것보다 훨씬 위험한 것을 알아야 한다. | ” |

라이프니츠는 1677년에 각 나라를	대표하는 자가 모여 그들의 생각을 자유롭게 말하고 운영되는 유럽 연맹에 불려갔다. 그 동안 라이프니츠는 유럽 연합이 나올 것을 미리 예상했다. 또한 그는 유럽이 하나의 종교를 채택할 것이라고 믿었다. 그는 이러한 제안을 1715년에 번복했다.

## 저술 활동
라이프니츠의 저술은 출판 되지 않은 것들이 많기 때문에, 주어진 연도는 특별한 언급이 없는 한 출판한 연도가 아니라 저술이 끝난 연도이다.
- 1666. 《결합법론》; Loemker §1 and Parkinson (1966).
- 1671. 《새로운 물리학의 가설》; Loemker §8.I.
- 1673. 《철학자의 신념》(라틴어 : Confessio philosophi)
- 1684. 《극대·극소를 위한 새로운 방법》; Struik, D. J., 1969. A Source Book in Mathematics, 1200–1800. Harvard University Press: 271–81.
- 1686. 《형이상학 서설》; Martin and Brown (1988), Ariew and Garber 35, Loemker §35, Wiener III.3, Woolhouse and Francks 1.
- 1703. 《이진법에 관한 설명》(라틴어 : Explication de l'Arithmétique Binaire); Gerhardt, Mathematical Writings VII.223. 온라인 영어 번역 by Lloyd Strickland.
- 1710. 《변신론》; Farrer, A.M., and Huggard, E.M., trans., 1985 (1952). Wiener III.11 (part). 온라인 영어 번역.
- 1714. 《모나드론》; Nicholas Rescher에 의해 영어로 번역됨, 1991. The Monadology: An Edition for Students. University of Pittsburg Press. Ariew and Garber 213, Loemker §67, Wiener III.13, Woolhouse and Francks 19. Latta의 온라인 영어 번역; 라이프니츠의 원고 복사본과 프랑스어, 라틴어, 스페인어 판
- 1765. 《인간오성신론》; 1704년에 저술 마침. Remnant, Peter, and Bennett, Jonathan, trans., 1996. New Essays on Human Understanding. Cambridge University Press. Wiener III.6 (part). 온라인 영어 번역 by Jonathan Bennett.

## 같이 보기
- 라이프니츠 협회
- 라이프니츠 공식
- 라이프니츠 하노버 대학교
- 조아킴 부베
- 마르틴 하이데거
- 버트런드 러셀
- 질 들뢰즈
- 절대 공간과 시간

## 참고 문헌
- 라이프니츠 『단자론』 / 윤선구[깨진 링크(과거 내용 찾기)] pdf

### 1차 자료
- Alexander, H G (ed)	The Leibniz-Clarke Correspondence. Manchester: Manchester University Press, 1956.
- Ariew, R & D Garber, 1989. Leibniz: Philosophical Essays. Hackett.
- Arthur, Richard, 2001. The Labyrinth of the Continuum: Writings on the Continuum Problem, 1672–1686. Yale University Press.
- Cohen, Claudine and Wakefield, Andre, 2008. Protogaea. University of Chicago Press.
- Cook, Daniel, and Rosemont, Henry Jr., 1994. Leibniz: Writings on China. Open Court.
- Loemker, Leroy, 1969 (1956). Leibniz: Philosophical Papers and Letters. Reidel.
- Remnant, Peter, and Bennett, Jonathan, 1996 (1981). Leibniz: New Essays on Human Understanding. Cambridge University Press.
- Riley, Patrick, 1988. Leibniz: Political Writings. Cambridge University Press.
- Sleigh, Robert C., Look, Brandon, and Stam, James, 2005. Confessio Philosophi: Papers Concerning the Problem of Evil, 1671–1678. Yale University Press.
- Strickland, Lloyd, 2006. The Shorter Leibniz Texts: A Collection of New Translations. Continuum.
- Adolphus William Ward|Ward, A. W. Leibniz as a Politician|Leibniz as a Politician (lecture, 1911)
- Wiener, Philip, 1951. Leibniz: Selections. Scribner.
- Woolhouse, R.S., and Francks, R., 1998. Leibniz: Philosophical Texts. Oxford University Press.

### 2차 자료
- Adams, Robert Merrihew. Lebniz: Determinist, Theist, Idealist. New York: Oxford, Oxford University Press, 1994.
- Aiton, Eric J., 1985. Leibniz: A Biography. Hilger (UK).
- Antognazza, M.R.(2008) Leibniz: An Intellectual Biography. Cambridge Univ. Press.
- Rachel Albeck-Gidron|Albeck-Gidron, Rachel, The Century of the Monads: Leibniz's Metaphysics and 20th-Century Modernity, Bar-Ilan University Press.
- Bos, H. J. M. (1974) "Differentials, higher-order differentials and the derivative in the Leibnizian calculus," Arch. History Exact Sci. 14: 1—90.
- Couturat, Louis, 1901. La Logique de Leibniz. Paris: Felix Alcan.
- Davis, Martin, 2000. The Universal Computer: The Road from Leibniz to Turing. WW Norton.
- Deleuze, Gilles, 1993. The Fold: Leibniz and the Baroque. University of Minnesota Press.
- Du Bois-Reymond, Paul, 18nn. "Leibnizian Thoughts in Modern Science".
- Finster, Reinhard & Gerd van den Heuvel. Gottfried Wilhelm Leibniz. Mit Selbstzeugnissen und Bilddokumenten. 4. Auflage. Rowohlt, Reinbek bei Hamburg 2000 (Rowohlts Monographien, 50481), ISBN 3-499-50481-2.
- Ivor Grattan-Guinness|Grattan-Guinness, Ivor, 1997. The Norton History of the Mathematical Sciences. W W Norton.
- Hall, A. R., 1980. Philosophers at War: The Quarrel between Newton and Leibniz. Cambridge University Press.
- Martin Heidegger|Heidegger, Martin, 1983. The Metaphysical Foundations of Logic. Indiana University Press.
- Hirano, Hideaki, 1997. "Cultural Pluralism And Natural Law." Unpublished.
- Hostler, J., 1975. Leibniz's Moral Philosophy. UK: Duckworth.
- Jolley, Nicholas, ed., 1995. The Cambridge Companion to Leibniz. Cambridge University Press.
- LeClerc, Ivor, ed., 1973. The Philosophy of Leibniz and the Modern World. Vanderbilt University Press.
- Lovejoy, Arthur O., 1957 (1936) "Plenitude and Sufficient Reason in Leibniz and Spinoza" in his The Great Chain of Being. Harvard University Press: 144–82. Reprinted in Frankfurt, H. G., ed., 1972. Leibniz: A Collection of Critical Essays. Anchor Books.
- Mandelbrot, Benoît, 1977. The Fractal Geometry of Nature. Freeman.
- Mates, Benson, 1986. The Philosophy of Leibniz: Metaphysics and Language. Oxford University Press.
- Mercer, Christia, 2001. Leibniz's metaphysics: Its Origins and Development. Cambridge University Press.
- Morris, Simon Conway, 2003. Life's Solution: Inevitable Humans in a Lonely Universe. Cambridge University Press.
- Perkins, Franklin, 2004. Leibniz and China: A Commerce of Light. Cambridge University Press.
- Rensoli, Lourdes, 2002. El problema antropologico en la concepcion filosofica de G. W. Leibniz. Leibnitius Politechnicus. Universidad Politecnica de Valencia.
- Riley, Patrick, 1996. Leibniz's Universal Jurisprudence: Justice as the Charity of the Wise. Harvard University Press.
- Rutherford, Donald, 1998. Leibniz and the Rational Order of Nature. Cambridge University Press.
- Struik, D. J., 1969. A Source Book in Mathematics, 1200–1800. Harvard University Press.
- Ward, P. D., and Brownlee, D., 2000. Rare Earth: Why Complex Life is Uncommon in the Universe. Springer Verlag.
- Wilson, Catherine, 1989. 'Leibniz's Metaphysics. Princeton University Press.
- Zalta, E. N., 2000. "A (Leibnizian) Theory of Concepts", Philosophiegeschichte und logische Analyse / Logical Analysis and History of Philosophy 3: 137–183.
- Smith, David Eugene (1929). 《A Source Book in Mathematics》. New York and London: McGraw-Hill Book Company, Inc.